# Suzuki Liana

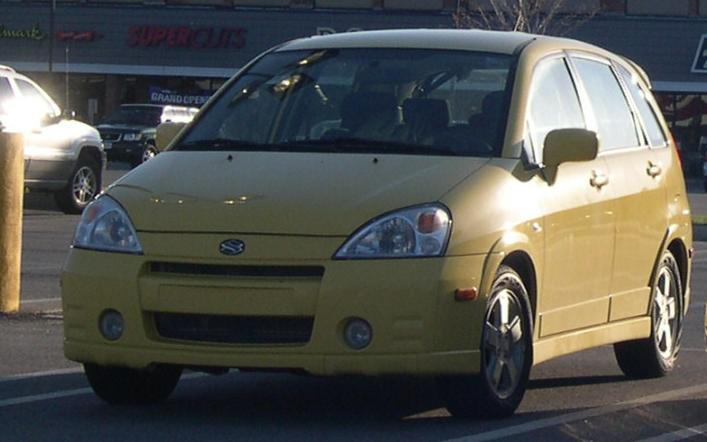
Suzuki Liana

Suzuki Liana debuterade 2001 och är en högbyggd bil i nedre mellanklassen. I Sverige fanns modellen endast som femdörrars crossover ( en blandning mellan kombi och MPV), medan den på andra marknader även fanns som fyradörrars sedan. Liana, som är en förkortning av Life In A New Age, ersatte Suzuki Baleno och gick att få med motorer på mellan 1,3 och 1,6 liter. Karossen har en något säregen form och detta går även igen i instrumenteringen som från början var digital. I och med ansiktslyftningen 2004 slopades dock denna instrumentering. Från årsmodell 2003 erbjuds Liana med fyrhjulsdrift, liksom i en kosmetiskt betingad sportversion kallad Airline. I USA säljs Liana som Suzuki Aerio och där är Airline-utförandet standard.